# Przedsiębiorstwo turystyczne
Przedsiębiorstwa turystyczne – wyodrębnione zespoły ludzi wykonujących czynności w zakresie zaspokojenia potrzeb turystów i samodzielnie podejmujących decyzje strategiczne i taktyczne, rozstrzygające o skuteczności działania. Są to jednostki wyposażone w środki materialne i finansowe oraz podporządkowane określonej organizacji wewnętrznej.  
Ich powstanie i rozwój należy wiązać z żywiołowym rozwojem ruchu turystycznego w pierwszej połowie XIX w. Pod wpływem postępującego w tym czasie uprzemysłowienia, postępu technicznego i organizacyjnego sprzyjającego wzrostowi wydajności pracy i stopniowemu skracaniu czasu pracy, ustawowego wprowadzenia płatnych urlopów i wzrostu dochodów ludności, doszło do zmian w strukturze konsumpcji ludności, których wyrazem było ujawnienie się nowych potrzeb w zakresie wypoczynku i turystyki. Intensywność zainteresowania oraz możliwości finansowe potencjalnych turystów spowodowały powstanie przedsiębiorstw turystycznych, które zajęły się zaspokajaniem nowo powstałych potrzeb, polegającym na tworzeniu ofert dotyczących turystyki i wypoczynku. 
Pierwszym przedsiębiorstwem turystycznym było biuro podróży założone w 1841 r. przez Thomasa Cooka. W wieku XIX zaczęły powstawać pierwsze nowoczesne obiekty hotelarskie, a z początkiem XX w. pojawiły się pierwsze towarzystwa akcyjne zajmujące się ich eksploatacją.
Ustawa o usługach turystycznych wyróżniała trzy rodzaje działalności w tym zakresie:
- organizator turystyki
- pośrednik turystyczny
- agent turystyczny.

Ustawa o imprezach turystycznych i powiązanych usługach turystycznych, która weszła w życie 1 lipca 2018 r., nie wyróżnia działalności pośredników turystycznych, lecz przedsiębiorców ułatwiających nabywanie powiązanych usług turystycznych.